# Chiesa di San Pietro (Tavernola Bergamasca)
La chiesa di San Pietro di origine romanica è il più antico luogo di culto presente a Tavernola Bergamasca nonché il solo presente sul territorio fino al 1570 quando ebbe un periodo di declino diventando chiesa cimiteriale.

## Storia
L'edificazione della chiesa risalirebbe al XII secolo, presente nella “nota ecclesiarum” del 1360, documento voluto da Bernabò Visconti contenente l'elenco di tutte le chiese e i monasteri di Bergamo, specificandone le rendite e la tassa. Era la chiesa parrocchiale per il territorio più montano della zona comprese le frazioni di Vigolo e Parzanica. Un documento del 1391 decretò l'unione di Cambianica e Bianica a Tavernola da parte del comune di Bergamo, confermerebbe il numero maggiore di abitanti di Tavernola rispetto alle altre lopcalità, mentre nel 1395 un documento autorizzò l'autonomia a Vigolo e Parzanica.

La parte più antica della chiesa è rintracciabile in alcune parti della facciata e del campanile. Del secolo successivo è la realizzazione della loggia presente nella controfacciata che era accessibile da una scalinata esterna.
Del XVI secolo fu ampliato l'interno e fu realizzata la sagrestia. Proprio in questo tempo il Romanino eseguì gli affreschi sia quelli posti sul presbiterio che quelli sulla loggia in controfacciata, affresco che doveva essere una grande Crocifissione  ma che però non poté portare a termine.

Se nella Visita pastorale del 1575 di Carlo Borromeo la chiesa pare fosse ancora rilevante per la comunità, e che vi era presente la tomba di un membro della famiglia Fenaroli, che il cardinale fece rimuovere, in quella del 1594 del vescovo Giambattista Milani risulta che la chiesa è solo cimiteriale, la comunità di Tavernola preferisce quella di chiesa di Santa Maria Maddalena molto più comoda. Fu proprio nel tempo tra le due visite che venne realizzata la sagrestia. Gli atti della visita del vescovo Milani riportano infatti:
(Vescovo Giambattista Milani 1599)
.
Nel 1614 la chiesa fu visitata dal vescovo di Bergamo Giovanni Emo che diede delle ordinanze a cui ottemperare:
(vescovo Giovanni Emo 1614)

La chiesa era stata probabilmente un poco abbandonata dalla comunità. Sarà un documento del parroco don Fenaroli a indicare la situazione della chiesa nel 1625: 
(parroco don Fenaroli-1625)
Nel 1804 la chiesa fece funzione di chiesa cimiteriale come indicato dell'editto napoleonico di Saint-Claud che voleva i cimiteri posti in località lontane del centro abitato.
Interventi di restauro conservativo furono eseguiti nel corso del XX secolo, nel 1922 su progetto di Elia Fornoni e poi a seguire i restauri dell'affresco del Romanino, con un recupero completo nei primi anni del XXI secolo.

## Descrizione

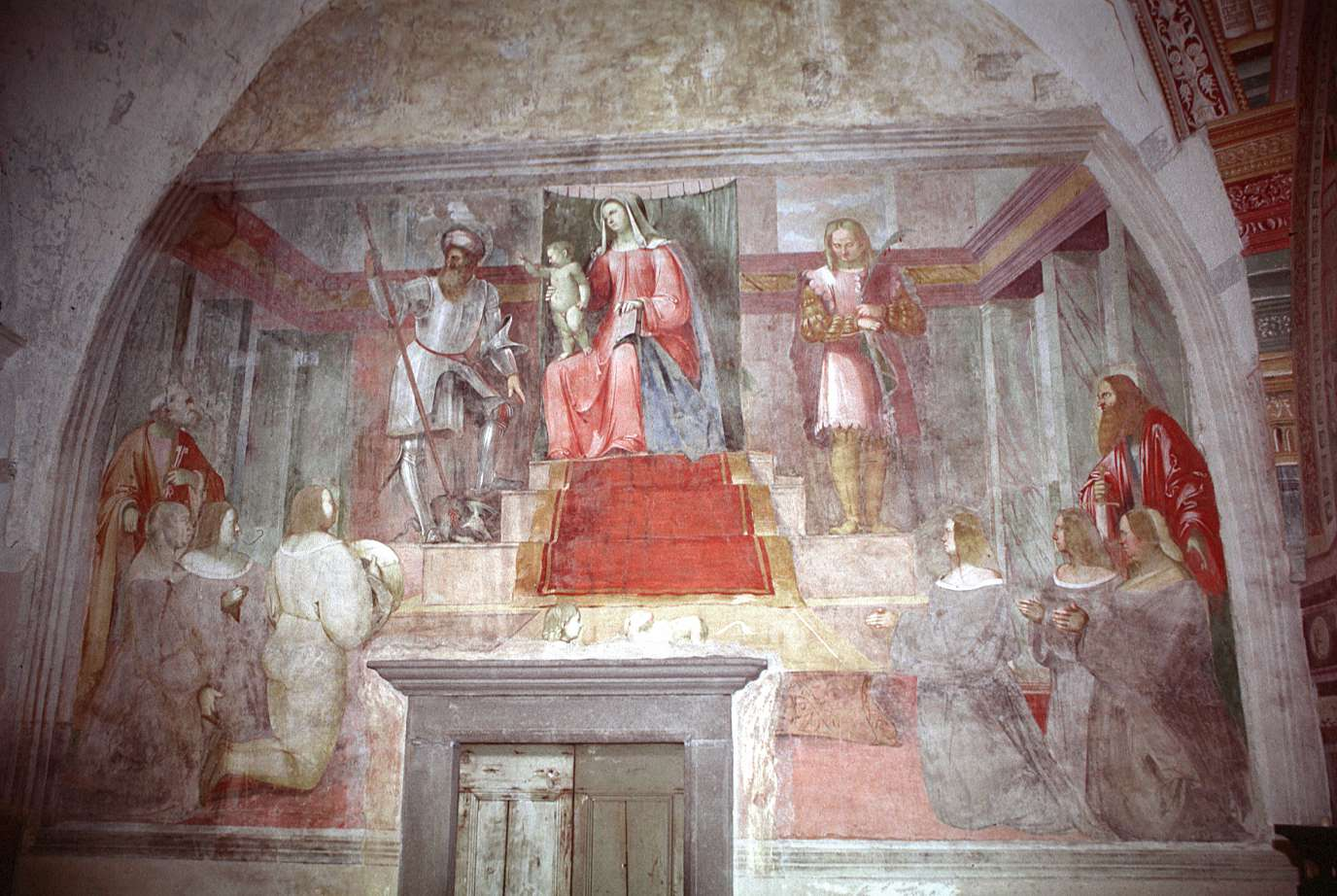
Romanino Madonna in trono col Bambino

La descrizione che fa l'architetto Elia Fornoni nel 1922, ci presenta una chiesa che era stata probabilmente in alcune sue parti distrutta da una frana, e di cui si conservano solo: al suo piè di croce, verso mattina ove si trova una Glorietta sostenuta da due archi piggianti su di una colonna a guida degli antichi nartèce, alla quale oggi si accede da una scala esterna
La torre campanaria con la cella composta da bifore, si presenta di dimensioni ridotte, precedentemente aveva misure superiori, proporzionate a quella che doveva essere la chiesa originaria.
L'interno, a croce latina, si presenta ad un'unica navata con il tetto poggiante su di un arco a sesto acuto a due falde in legno a vista. La controfacciata presenta un loggiato in muratura sostenuto da due volte a crociera poggianti su di una colonna centrale e sulle pareti laterali. La loggetta era probabilmente la parte privilegiata che accoglieva i signorotti del paese durante le funzioni.
Il presbiterio, a pianta rettangolare ha una volta a crociera a sesto acuto con le raffigurazioni dei simboli degli apostoli Giovanni e Luca nonché il Cristo Pantocratore risalenti al XV secolo di autore ignoto, quando la chiesa fu ampliata portando l'aula a dimensioni maggiori. Dopo la rimozione della pala d'altare raffigurante Traditio legis sono riaffiorati gli affreschi raffiguranti parte della Crocifissione con Maria Madonna e san Giovanni e lateralmente san Pietro e san Paolo.
Un'indagine sui restauri a portato alla conoscenza di almeno quattro pittori diversi attivi nella chiesa dal 1490 al 1515, di cui è stato possibile riconoscere solo un paio.
Sulla parete nord dell'abside vi è il grande affresco della Madonna col Bambino tra i santi Giorgio, Maurizio, Pietro e Paolo che presentano gli offerenti opera giovanile del Romanino, forse commissionata dalla famiglia Fenaroli, mentre sulla parete opposta vi è un affresco sicuramente commissionato dalla famiglia Zanni di Cambianica nel 1495. Un abbozzo di affresco sempre del Romanino si presenta sulla controfacciata, di cui restano solo la presenza di tre teste quella di un monaco, di una donna e di un uomo con barba ma che facevano parte di un lavoro di grandi dimensioni che doveva raffigurare la Crocifissione, sono infatti visibili parti di una gamba e di un perizoma nonché di una croce.